# Perieni (gmina)
Perieni – gmina w Rumunii, w okręgu Vaslui. Obejmuje tylko jedną miejscowość Perieni. W 2011 roku liczyła 3536 mieszkańców.